# Conn Findlay
Conrad „Conn“ Francis Findlay (* 24. April 1930 in Stockton, Kalifornien; † 8. April 2021 in Nordkalifornien) war ein US-amerikanischer Ruderer, Segler und zweifacher Olympiasieger. Er war einer der wenigen Sportler, die in verschiedenen Sportarten olympische Medaillen gewinnen konnten. 
Er machte seinen Universitätsabschluss 1956 an der University of Southern California, wo er auch mit dem Rudern begann. Zusammen mit Arthur Ayrault von der Stanford University und mit Steuermann Kurt Seiffert nahm er an den Olympischen Sommerspielen 1956 in Melbourne teil und gewann die Goldmedaille. Vier Jahre später, bei den Olympischen Sommerspielen in Rom, gewann er im Zweier mit Steuermann die Bronzemedaille. 1964 in Tokio konnte er schließlich noch einmal die Goldmedaille in derselben Disziplin gewinnen. 
Bei den Olympischen Sommerspielen 1976 nahm er mit Dennis Conner am Segelwettkampf in der Bootsklasse Tempest teil und erreichte den 3. Platz. Findlay war auch Teil der Segel-Crews, die den America’s Cup in den Jahren 1974 und 1977 gewinnen konnte.
Später wirkte Findlay mehrere Jahre an der Stanford University als Rudercoach und wurde 2005 in die Hall of Fame der Universität aufgenommen. Am 7. Dezember 2007 wurde er vom amerikanischen Ruderverband USRowing als Man of the Year ausgezeichnet.
Danach wirkte er noch als Schiedsrichter an mehreren Regatten mit. Er lebte in Nordkalifornien, wo er im April 2021 verstarb.